# Dan Sudick
Dan Sudick é um supervisor de efeitos visuais estadunidense. Foi indicado ao Oscar de melhores efeitos visuais na edição de 2018 por Guardians of the Galaxy Vol. 2, na edição de 2014 por Captain America: The Winter Soldier e na edição de 2009 por Iron Man.